# Nick Fradiani
Nick Fradiani (né le 15 novembre 1985) est un chanteur américain qui a remporté la quatorzième saison d'American Idol en 2015.
Ayant participé auparavant à la saison 9 d'America's Got Talent où il est éliminé lors de la Judgement Week, il participe à American Idol en 2014 et devient le premier gagnant de l'émission originaire du nord-est des États-Unis, du Connecticut. Il a passé les castings à New York.
Il vend 50 000 exemplaires en une semaine de son premier single Beautiful Life.

## Discographie

### EPs
comme membre de "Beach Avenue"
| No | Titre            | Durée |
| -- | ---------------- | ----- |
| 1. | Believe          | 3:13  |
| 2. | Run              | 3:35  |
| 3. | Keep On Holding  | 3:38  |
| 4. | Interlude        | 0:30  |
| 5. | Can't Get Enough | 3:36  |
| 6. | Come Home        | 3:50  |

| No | Titre                          | Durée |
| -- | ------------------------------ | ----- |
| 1. | Take Me Home                   | 2:55  |
| 2. | Dangerous (feat. David Miller) | 2:55  |
| 3. | Freight Train                  | 2:53  |
| 4. | Songman                        | 4:28  |
| 5. | Driving That Road              | 3:27  |

### Singles

#### Beach Avenue
| Année | Titre                                                          | Ventes      |
| ----- | -------------------------------------------------------------- | ----------- |
| 2013  | "Songman"                                                      |             |
| 2014  | "Coming Your Way" (also performed during America's Got Talent) | - US: 6,000 |
| 2014  | "Feel the Beat"                                                |             |

#### Solo
| Année | Titre          | Classement | Classement | Classement | Classement  | Ventes       |
| Année | Titre          | US         | US Hot AC  | US Digital | CAN Digital | Ventes       |
| ----- | -------------- | ---------- | ---------- | ---------- | ----------- | ------------ |
| 2015  | Beautiful Life | 93         | 29         | 22         | 48          | - US: 50,000 |

## Parcours à American Idol
| Semaine                 | Thème                                                      | Chanson                                          | Artiste                                  |
| ----------------------- | ---------------------------------------------------------- | ------------------------------------------------ | ---------------------------------------- |
| Auditions               | Contestant's choice                                        | "In Your Eyes"                                   | Peter Gabriel                            |
| Hollywood Week          | Group round                                                | "Rude"                                           | Magic!                                   |
| Hollywood Week          | Solo round                                                 | "Babylon"                                        | David Gray                               |
| House of Blues (Top 48) | Contestant's choice                                        | "Drops of Jupiter"                               | Train                                    |
| Top 24                  | Contestant's choice                                        | "Thinking Out Loud"                              | Ed Sheeran                               |
| Top 16                  | Music of Motown                                            | "Signed, Sealed, Delivered I'm Yours"            | Stevie Wonder                            |
| Top 12                  | "Back to the Start"                                        | "In Your Eyes"                                   | Peter Gabriel                            |
| Top 11 (first week)     | "Get the Party Started"                                    | "Wake Me Up"                                     | Avicii                                   |
| Top 11 (second week)    | Songs from the Movies                                      | "Danger Zone" from Top Gun                       | Kenny Loggins                            |
| Top 9                   | Songs from the 1980s                                       | "Man in the Mirror"                              | Michael Jackson                          |
| Top 8                   | Kelly Clarkson                                             | "Catch My Breath"                                | Kelly Clarkson                           |
| Top 7                   | Billboard Hot 100                                          | "Teenage Dream"                                  | Katy Perry                               |
| Top 6                   | "American classics" as deemed by viewers                   | "American Girl" Only the Good Die Young"         | Tom Petty Billy Joel                     |
| Top 5                   | "Arena anthems"                                            | "Harder to Breathe" Maggie May"                  | Maroon 5 Rod Stewart                     |
| Top 4                   | Judges' Hometown Contestant's own soul                     | "Bright Lights" What Hurts the Most"             | Matchbox Twenty Mark Willis              |
| Top 3                   | Scott Borchetta's Choice Judges' Choice Hometown's Choice  | "Because the Night" Back Home" I'll Be"          | Patti Smith Andy Grammer Edwin McCain    |
| Top 2                   | Simon Fuller's Choice Favorite Performance Winner's Single | "Bright Lights" I Won't Give Up" Beautiful Life" | Matchbox Twenty Jason Mraz Nick Fradiani |
| Finale                  | Encore with original artist                                | "Back Home" Honey, I'm Good."                    | Andy Grammer                             |